# دانشگاه بارسلونا
دانشگاه بارسلونا دانشگاهی دولتی واقع در شهر بارسلونا در اسپانیا است. این دانشگاه در سوم نوامبر سال ۱۴۵۰ تأسیس شده‌است و پنجمین دانشگاه قدیمی اسپانیا و جزء قدیمی‌ترین دانشگاه‌های جهان است.
این دانشگاه ۷۵ رشته کارشناسی، ۳۵۳ رشته کارشناسی ارشد و هم چنین ۹۶ رشته در مقطع دکترا ارائه می‌دهد. در سال ۲۰۱۱ این دانشگاه به عنوان بهترین دانشگاه اسپانیا از طرف QS اعلام گردید و همچنین ۱۴۸مین دانشگاه برتر جهان شد. این دانشگاه در رشته‌های هنر و علوم انسانی رتبه ۸۹ و در رشته های مهندسی ۱۷۵ و علوم طبیعی و بیومدیکال ۸۷ و ۱۴۳ام برای رشته‌های علوم اجتماعی در جهان است.

## دانشکده ها
- دانشکده زیست شناسی
- دانشکده شیمی
- دانشکده دندانپزشکی
- دانشکده اقتصاد و تجارت
- دانشکده آموزش
- دانشکده هنرهای زیبا
- دانشکده جغرافیا و تاریخ
- دانشکده زمین شناسی
- دانشکده حقوق
- دانشکده ریاضیات
- دانشکده پزشکی
- دانشکده کتابداری
- دانشکده داروسازی
- دانشکده فلسفه
- دانشکده فیزیک
- دانشکده روان شناسی
- دانشکده تربیت معلم
- دانشکده رسانه

## مدارس دانشگاه
- مدرسه دانشگاهی تجارت
- مدرسه دانشگاهی پرستاری